# Dekanat koniński III
Dekanat koniński III – jeden z 33 dekanatów rzymskokatolickiej diecezji włocławskiej. Powołany został 2 lutego 2009 r. i powstał z podziału dekanatu konińskiego II.
W skład dekanatu wchodzą następujące parafie:
- parafia św. Maksymiliana w Koninie
- parafia św. Faustyny w Koninie
- parafia św. Andrzeja Apostoła w Koninie-Gosławicach
- parafia św.Teresy od Dzieciątka Jezus w Koninie-Łężynie
- parafia św. Marcina w Kazimierzu Biskupim
- parafia św. Alberta Chmielowskiego w Posadzie

Dziekan dekanatu konińskiego III
- ks. prał. Radosław Cyrułowski - proboszcz parafii św. Maksymiliana w Koninie

Wicedziekan
- ks. kan. Jacek Laszczyk - proboszcz parafii św. Andrzeja Apostoła w Koninie-Gosławicach